# Korniivka, Vesele
Korniivka (în ucraineană Корніївка) este o comună în raionul Vesele, regiunea Zaporijjea, Ucraina, formată numai din satul de reședință.

## Demografie
Componența lingvistică a comunei Korniivka
     Ucraineană (92,96%)
     Rusă (6,71%)
     Alte limbi (0,33%)
Conform recensământului din 2001, majoritatea populației comunei Korniivka era vorbitoare de ucraineană (92,96%), existând în minoritate și vorbitori de rusă (6,71%).